# Biathlon-Europameisterschaften 2018
Die 25. Biathlon-Europameisterschaften (offiziell: IBU Open European Championships Biathlon 2018) fanden vom 22. bis zum 28. Januar 2018 im italienischen Ridnaun statt. Ridnaun war bereits in den Jahren 1996 und 2011 Ausrichter der Europameisterschaften.
Da die Europameisterschaften als „offene“ Wettkämpfe ausgetragen wurden, war das Teilnehmerfeld nicht auf Athleten aus Europa begrenzt. Einzelathleten und Mannschaften aus Nord- und Südamerika, Asien und Australien nahmen an den Wettkämpfen teil.
Die Meisterschaften waren der Höhepunkt der Saison 2017/18 des IBU-Cups. Die Ergebnisse der Rennen flossen auch in die Gesamtwertungen des IBU-Cups mit ein.
Die Biathlon-Junioren-Europameisterschaften 2018 fanden wie im Vorjahr getrennt von den Europameisterschaften statt und wurden vom 30. Januar bis zum 4. Februar auf der slowenischen Pokljuka ausgetragen.

## Zeitplan
| Datum            | Männer          | Männer                                   | Frauen                                   | Frauen                                   |
| ---------------- | --------------- | ---------------------------------------- | ---------------------------------------- | ---------------------------------------- |
| 22. Januar (Mo.) | Eröffnungsfeier | Eröffnungsfeier                          | Eröffnungsfeier                          | Eröffnungsfeier                          |
| 24. Januar (Mi.) | 10:00           | Einzel (20 km)                           | 13:30                                    | Einzel (15 km)                           |
| 26. Januar (Fr.) | 11:00           | Sprint (10 km)                           | 14:00                                    | Sprint (7,5 km)                          |
| 27. Januar (Sa.) | 13:00           | Verfolgung (12,5 km)                     | 15:00                                    | Verfolgung (10 km)                       |
| 28. Januar (So.) | 13:00           | Single-Mixed-Staffel (4 × 3 km + 1,5 km) | Single-Mixed-Staffel (4 × 3 km + 1,5 km) | Single-Mixed-Staffel (4 × 3 km + 1,5 km) |
| 28. Januar (So.) | 15:00           | Mixed-Staffel (2 × 6 km + 2 × 7,5 km)    | Mixed-Staffel (2 × 6 km + 2 × 7,5 km)    | Mixed-Staffel (2 × 6 km + 2 × 7,5 km)    |

## Medaillenspiegel

### Nationen
| Platz | Land               | Gold | Silber | Bronze | Gesamt |
| ----- | ------------------ | ---- | ------ | ------ | ------ |
| 1     | Frankreich         | 2    | 2      | 1      | 5      |
| 2     | Ukraine            | 2    | 1      | 0      | 3      |
| 3     | Russland           | 1    | 2      | 2      | 5      |
| 4     | Norwegen           | 1    | 0      | 1      | 2      |
| 5     | Lettland           | 1    | 0      | 0      | 1      |
|       | Österreich         | 1    | 0      | 0      | 1      |
| 7     | Bulgarien          | 0    | 1      | 1      | 2      |
| 8     | Italien            | 0    | 1      | 0      | 1      |
|       | Tschechien         | 0    | 1      | 0      | 1      |
| 10    | Deutschland        | 0    | 0      | 1      | 1      |
|       | Japan              | 0    | 0      | 1      | 1      |
|       | Vereinigte Staaten | 0    | 0      | 1      | 1      |

## Ergebnisse

### Männer

#### Einzel 20 km
| Platz | Sportler          | Schießfehler | Zeit    |
| ----- | ----------------- | ------------ | ------- |
| 1     | Felix Leitner     | 0+0+0+1      | 53:32,8 |
| 2     | Tomáš Krupčík     | 0+0+0+1      | +43,0   |
| 3     | Philipp Horn      | 1+0+0+0      | +56,6   |
| 4     | Krassimir Anew    | 0+0+1+1      | +1:00,9 |
| 5     | Martin Otčenáš    | 0+0+1+1      | +1:25,3 |
| 6     | Dsmitryj Abascheu | 1+0+0+0      | +1:31,8 |
| 7     | Fabien Claude     | 0+1+1+0      | +1:32,1 |
| 8     | Florian Graf      | 0+0+0+1      | +1:37,7 |
| 9     | Juri Schopin      | 0+0+0+0      | +2:04,6 |
| 10    | Anton Sinapow     | 1+1+0+0      | +2:20,0 |

Start: Mittwoch, 24. Januar 2018, 10:00 Uhr
Gemeldet: 117 Athleten; nicht am Start (DNS): 6; nicht im Ziel (DNF): 1

#### Sprint 10 km
| Platz | Sportler                   | Schießfehler | Zeit    |
| ----- | -------------------------- | ------------ | ------- |
| 1     | Andrejs Rastorgujevs       | 0+1          | 24:03,0 |
| 2     | Alexander Loginow          | 1+0          | +5,5    |
| 3     | Krassimir Anew             | 0+0          | +24,5   |
| 4     | Håvard Bogetveit           | 0+0          | +31,7   |
| 5     | Artem Pryma                | 0+0          | +38,6   |
| 6     | Vetle Sjåstad Christiansen | 0+0          | +44,3   |
| 7     | Felix Leitner              | 0+0          | +47,3   |
| 8     | Dmytro Pidrutschnyj        | 0+1          | +47,9   |
| 9     | Florent Claude             | 0+0          | +52,2   |
| 10    | Tomáš Krupčík              | 0+1          | +59,0   |

Start: Freitag, 26. Januar 2018, 11:00 Uhr
Gemeldet: 143 Athleten; nicht am Start (DNS): 2; nicht im Ziel (DNF): 1

#### Verfolgung 12,5 km
| Platz | Sportler                   | Schießfehler | Zeit    |
| ----- | -------------------------- | ------------ | ------- |
| 1     | Alexander Loginow          | 1+0+0+1      | 32:22,1 |
| 2     | Krassimir Anew             | 0+0+0+0      | +27,6   |
| 3     | Jewgeni Garanitschew       | 1+0+2+0      | +1:10,7 |
| 4     | Vetle Sjåstad Christiansen | 1+0+1+1      | +1:15,1 |
| 5     | Tomáš Krupčík              | 0+0+0+1      | +1:16,1 |
| 6     | Simon Fourcade             | 0+0+1+1      | +1:17,0 |
| 7     | Fredrik Gjesbakk           | 0+1+0+0      | +1:32,7 |
| 8     | Dmytro Pidrutschnyj        | 2+0+1+1      | +1:38,7 |
| 9     | Lukáš Kristejn             | 1+0+1+0      | +1:42,1 |
| 10    | Felix Leitner              | 1+1+1+1      | +1:43,9 |

Start: Samstag, 27. Januar 2018, 13:00 Uhr
Qualifiziert: 60 Athleten; nicht am Start (DNS): 14; nicht im Ziel (DNF): 1; überrundet (LAP): 1

### Frauen

#### Einzel 15 km
| Platz | Sportler              | Schießfehler | Zeit    |
| ----- | --------------------- | ------------ | ------- |
| 1     | Chloé Chevalier       | 1+0+0+0      | 46:32,9 |
| 2     | Alexia Runggaldier    | 0+0+0+0      | +47,7   |
| 3     | Wiktorija Sliwko      | 0+0+0+0      | +55,9   |
| 4     | Julija Schurawok      | 0+0+0+0      | +56,4   |
| 5     | Iryna Warwynez        | 0+0+0+1      | +1:07,6 |
| 6     | Swetlana Mironowa     | 0+0+2+1      | +1:26,0 |
| 7     | Nadine Horchler       | 0+0+0+0      | +1:50,7 |
| 8     | Kaia Wøien Nicolaisen | 1+0+0+0      | +2:12,3 |
| 9     | Emma Nilsson          | 0+0+1+0      | +2:15,0 |
| 10    | Karolin Horchler      | 0+1+0+1      | +2:25,1 |

Start: Mittwoch, 24. Januar 2018, 13:30 Uhr
Gemeldet: 95 Athletinnen; nicht am Start (DNS): 3, nicht im Ziel (DNF): 2

#### Sprint 7,5 km
| Platz | Sportler                 | Schießfehler | Zeit    |
| ----- | ------------------------ | ------------ | ------- |
| 1     | Iryna Warwynez           | 0+0          | 20:54,1 |
| 2     | Chloé Chevalier          | 0+1          | +12,5   |
| 3     | Fuyuko Tachizaki         | 0+0          | +15,5   |
| 4     | Wiktorija Sliwko         | 0+0          | +17,6   |
| 5     | Karolin Horchler         | 0+0          | +24,6   |
| 6     | Anna Frolina             | 1+0          | +25,7   |
| 7     | Enora Latuilliere        | 0+1          | +25,8   |
| 8     | Emilie Ågheim Kalkenberg | 0+0          | +30,0   |
| 9     | Karin Oberhofer          | 0+1          | +30,8   |
| 10    | Ivona Fialková           | 1+1          | +34,7   |

Start: Freitag, 26. Januar 2018, 14:00 Uhr
Gemeldet: 110 Athletinnen; nicht am Start (DNS): 3, nicht im Ziel (DNF): 2

#### Verfolgung 10 km
| Platz | Sportler           | Schießfehler | Zeit    |
| ----- | ------------------ | ------------ | ------- |
| 1     | Chloé Chevalier    | 0+0+0+0      | 29:25,4 |
| 2     | Iryna Warwynez     | 0+0+1+0      | +11,0   |
| 3     | Julia Simon        | 0+1+0+0      | +43,2   |
| 4     | Paulína Fialková   | 0+0+1+0      | +52,3   |
| 5     | Karin Oberhofer    | 0+0+1+1      | +55,1   |
| 6     | Fuyuko Tachizaki   | 0+0+1+0      | +1:01,2 |
| 7     | Swetlana Mironowa  | 1+1+1+1      | +1:14,7 |
| 8     | Baiba Bendika      | 1+0+1+0      | +1:22,5 |
| 9     | Walerija Wasnezowa | 0+1+0+1      | +1:28,8 |
| 10    | Nadine Horchler    | 2+0+0+0      | +1:31,3 |

Start: Samstag, 27. Januar 2018, 15:00 Uhr
Qualifiziert: 60 Athletinnen; nicht am Start (DNS): 15

### Mixed-Bewerbe

#### Single-Mixed-Staffel
| Platz | Land               | Sportler(in)                               | Zeit    | Strafrunden + Nachlader             |
| ----- | ------------------ | ------------------------------------------ | ------- | ----------------------------------- |
| 1     | Norwegen           | Thekla Brun-Lie Vetle Sjåstad Christiansen | 35:39,6 | 0+0 0+2 / 0+0 0+0 0+0 0+2 / 0+0 0+2 |
| 2     | Frankreich         | Julia Simon Émilien Jacquelin              | +8,6    | 0+2 0+0 / 0+1 0+2 0+1 0+1 / 0+2 0+2 |
| 3     | Vereinigte Staaten | Susan Dunklee Lowell Bailey                | +9,1    | 0+1 0+1 / 0+2 0+1 0+2 0+1 / 0+1 0+1 |
| 4     | Estland            | Regina Oja Rene Zahkna                     | +24,1   | 0+1 0+0 / 0+1 0+0 0+1 0+2 / 0+3 0+1 |
| 5     | Russland           | Kristina Reszowa Alexei Wolkow             | +27,5   | 0+0 0+1 / 0+0 0+1 0+2 0+2 / 0+3 0+0 |
| 6     | Österreich         | Christina Rieder Daniel Mesotitsch         | +32,6   | 0+1 0+1 / 0+1 0+1 0+0 0+0 / 0+2 0+2 |
| 7     | Schweden           | Ingela Andersson Tobias Arwidson           | +58,0   | 0+2 0+1 / 0+1 0+3 0+0 0+1 / 0+2 0+0 |
| 8     | Kanada             | Sarah Beaudry Carsen Campbell              | +1:03,6 | 0+3 0+2 / 0+0 0+0 0+0 0+1 / 0+0 0+2 |
| 9     | Deutschland        | Janina Hettich Florian Graf                | +1:07,5 | 0+0 0+3 / 0+0 0+1 0+1 0+3 / 0+3 0+2 |
| 10    | Polen              | Anna Mąka Andrzej Nędza-Kubiniec           | +1:30,0 | 0+0 1+3 / 0+0 0+2 0+0 0+2 / 2+3 0+0 |

Start: Sonntag, 28. Januar 2018, 13:00 Uhr
Gemeldet und am Start: 24 Nationen; überrundet (LAP): 5

#### Mixed-Staffel
| Platz | Land        | Sportler(in)                                                                     | Zeit      | Strafrunden + Nachlader         |
| ----- | ----------- | -------------------------------------------------------------------------------- | --------- | ------------------------------- |
| 1     | Ukraine     | Julija Schurawok Iryna Warwynez Artem Pryma Dmytro Pidrutschnyj                  | 1:11:40,1 | 0+2 0+1 0+0 0+0 0+0 0+1 0+0 0+2 |
| 2     | Russland    | Wiktorija Sliwko Anastassija Sagoruiko Jewgeni Garanitschew Alexander Loginow    | +11,7     | 0+0 0+1 0+2 0+2 0+0 0+3         |
| 3     | Norwegen    | Emilie Ågheim Kalkenberg Kaia Wøien Nicolaisen Håvard Bogetveit Fredrik Gjesbakk | +33,2     | 0+0 0+0 0+0 0+1 0+1 0+1 0+0 0+1 |
| 4     | Frankreich  | Enora Latuillière Chloé Chevalier Fabien Claude Simon Fourcade                   | +39,6     | 0+2 0+2 0+3 0+0 0+1 0+0 0+1 0+2 |
| 5     | Tschechien  | Veronika Zvařičová Lucie Charvátová Matěj Krupčík Tomáš Krupčík                  | +1:19,2   | 0+0 0+0 0+2 0+3 0+0 0+2         |
| 6     | Schweden    | Johanna Skottheim Emma Nilsson Torstein Stenersen Tiio Söderhielm                | +1:24,8   | 0+0 0+1 0+0 0+3 0+1 0+1         |
| 7     | Deutschland | Nadine Horchler Karolin Horchler Philipp Horn David Zobel                        | +1:29,4   | 0+1 0+1 0+1 0+0 0+3 0+1 0+2 0+3 |
| 8     | Bulgarien   | Emilija Jordanowa Daniela Kadewa Dimitar Gerdschikow Wladimir Iliew              | +1:50,4   | 0+0 0+1 0+0 0+2 0+1 0+0 0+3 0+1 |
| 9     | Belarus     | Dsinara Alimbekawa Darja Jurkewitsch Raman Jaljotnau Uladsimir Tschapelin        | +2:19,8   | 0+2 0+2 0+0 0+0 0+1 0+2         |
| 10    | Österreich  | Julia Schwaiger Fabienne Hartweger Lorenz Wäger Felix Leitner                    | +2:21,7   | 0+0 0+2 0+3 1+3 0+1 0+0         |

Start: Sonntag, 28. Januar 2018, 15:00 Uhr
Gemeldet: 21 Nationen; überrundet (LAP): 2; nicht im Ziel (DNF): 2